# Luis Armando Bambarén Gastelumendi
Luis Armando Bambarén Gastelumendi SJ (Yangay, 14 de janeiro de 1928 — Lima, 19 de março de 2021) foi prelado peruano da Igreja Católica Romana. Foi bispo auxiliar da Arquidiocese de Lima, de 1967 a 1978, quando assumiu a Prelazia Territorial e, posteriormente, Diocese de Chimbote, até 2004, quando renunciou por idade.

## Biografia
Nasceu em Yungay, Peru, e foi ordenado presbítero em 15 de julho de 1958, em Madri, Espanha.
Em 1 de janeiro de 1968, recebeu a sagração episcopal como bispo titular de Sertei e auxiliar da Arquidiocese de Lima por imposição das mãos do cardeal Dom Frei Juan Landázuri Ricketts, OFM, na Igreja Matriz de São Martinho de Porres, na capital peruana, coadjuvado por Dom Alcides Mendoza Castro, arcebispo-bispo do Ordinariato Militar do Peru, e por Dom Ricardo Durand Flórez, SJ, arcebispo de Cusco.
Dom Luis dedicou-se incansavelmente em defesa das pessoas com poucos recursos econômicos, chamando a área onde elas viviam de Pueblo Joven (povoado jovem). Ele passou a ser então conhecido como "bispo dos povoados jovens" por seus esforços contínuos em defesa da população marginalizada.
O Papa Paulo VI nomeou-o bispo-prelado de Chimbote em 8 de junho de 1978, e ele tomou posse em 25 de julho seguinte. Em 6 de abril de 1983, Chimbote foi elevada à condição de diocese.
De 1996 a 1997, foi secretário da Conferência Episcopal do Peru e presidente da Comissão para Comunicações Sociais do Episcopado. Em fevereiro de 1998, foi eleito presidente da CEP e reeleito em 2000.
A presença de Dom Luis na vida social e política do Peru foi um elemento fundamental do campo do diálogo entre a Igreja Católica e o governo em muitas circunstâncias, algumas das quais bastante complexas de administrar. Ele frisou a necessidade de diálogo em face de um conflito social no setor de mineração; trabalhou para o fim da violência de grupos de mineiros e a polícia, causando mortes e ferimentos; anunciou ao Peru a beatificação dos três missionários assassinados pelos terroristas de Sendero Luminoso e representou 30.000 pessoas pobres expulsas das terras ocupadas como parte de um diálogo com as autoridades.
Dom Luis faleceu aos 93 anos, vítima de covid-19, em Lima, após uma semana de internação.